# Sociedad Anónima de Radioemisoras del Plata
La Sociedad Anónima de Radioemisoras del Plata más conocida como SADREP es un conglomerado de medios de comunicación de Uruguay.

## Historia
La conformación de la Sociedad Anónima de Radioemisoras del Plata se remonta hacia 1931, cuando el Grupo Fontaina - De Feo, liderado por los empresarios Raúl y Roberto Fontaina, Enrique De Feo y Jaime Farell adquieren Radio Carve (CX16), propiedad hasta ese entonces de Karl Kärve. En 1935 iniciaría sus transmisiones La Voz del Aire, la que se consolidó como una emisora deportiva, contrario a Radio Carve, que era una emisora generalista.
En 1943, en la fonoplatea de Radio Carve dentro del Palacio Díaz sobre la Avenida 18 de Julio se realizó la primera prueba de televisión mediante circuito cerrado. SADREP tenía mucho interés por la industria televisiva, por lo que luego de muchas pruebas, en 1949 junto con la Asociación de Broadcasters Uruguayos crearía la Sociedad Anónima de Emisión de Televisión y Anexos, a quien se le otorgaría el permiso para operar un canal de televisión. El 7 de diciembre de 1956 iniciaría sus emisiones el Canal 10 de Montevideo, siendo este, el primer canal de televisión del país.

## Actualidad
En la actualidad, la Sociedad Anónima de Radioemisoras del Plata continúa teniendo la operación de Radio Carve, como también de la Voz del Aire, aunque está, con otra denominación: (1010 AM). En 2014 dejó de pertenecer al Grupo Fontaina - De Feo.
En 2020 adquirió las emisoras radiales Monte Carlo y Radio Cero, propiedad hasta entonces del Grupo Monte Carlo.

## Medios
| Logo | Medio            | Inicio                                                |
| ---- | ---------------- | ----------------------------------------------------- |
|      | Radio Carve      | 12 de octubre de 1928, 96 años                        |
|      | Carve Deportiva  | 19 de abril de 1935, 89 años                          |
|      | Monte Carlo      | 24 de diciembre de 1924, 100 años (adquirida en 2021) |
|      | Radio Cero       | adquirida en 2021                                     |
|      | Radio Cero Punta | adquirida en 2021                                     |
|      | Radio Oriental   | adquirida en 2025                                     |